# Sesbania simpliciuscula
Sesbania simpliciuscula är en ärtväxtart som beskrevs av George Bentham. Sesbania simpliciuscula ingår i släktet Sesbania och familjen ärtväxter.

## Underarter
Arten delas in i följande underarter:
- S. s. fitzroyensis
- S. s. simpliciuscula